# Platycoelia traceyae
Platycoelia traceyae är en skalbaggsart som beskrevs av Smith 2003. Platycoelia traceyae ingår i släktet Platycoelia och familjen Rutelidae. Inga underarter finns listade i Catalogue of Life.